# Pollostacris expolita
Pollostacris expolita är en insektsart som beskrevs av Christiane Amédégnato och Marius Descamps 1979. Pollostacris expolita ingår i släktet Pollostacris och familjen gräshoppor. Inga underarter finns listade i Catalogue of Life.